# 佐原張子
佐原張子（さわらはりこ）は、千葉県香取市佐原地区（旧佐原市）で明治時代から作られている張子。1999年（平成11年）の年賀切手のモチーフになったことで知られる。

## 特徴
木型や粘土型に和紙を手張りしていき、ニカワと貝殻の粉を混ぜた液体を塗って乾燥させた後に色付けしていく。紙の凹凸から生まれる独特な愛嬌と妙味のある表情と素朴な味わいを特徴とする。
房総半島での張子の制作は縁起物としてのだるまが主な中、佐原張子は、明治時代以降に首振りやゼンマイ仕掛けなどの動きのある子供向けの玩具として発展していった。明治末期には「佐原の亀車」が地域の名産品として認知されるようになる。佐原の亀車は、朱塗りの盃をくわえた亀の張子であり、甲羅の裏側に仕込まれた糸巻き車を動かすことで亀が走り出す仕組みになっている。
亀車のほかにカニ車、首振り虎、餅つきうさぎなどが作られており、餅つきうさぎは1999年（平成11年）の年賀切手のモチーフに選ばれている。

## 歴史
佐原では江戸時代から張子のだるまの製造がおこなわれており、幕末から明治初期にかけては利根川の水運を利用して現在の東京都や茨城県にも運ばれていた。現代に伝わる佐原張子は、明治の中頃に銚子から佐原に移住してきた鎌田清太郎が人力車の車夫として働きながら子供向けの玩具張子を作って香取神宮などの縁日で販売したのが始まりである。明治末期に亀戸の張子に着想を得て考案した亀車が評判を呼び、1918年（大正7年）に三浦屋の屋号で専業の張子職人になる。
鎌田清太郎の没後は、孫の鎌田芳朗が技法を受け継ぎ、1987年（昭和62年）に千葉県指定伝統的工芸品になる。佐原張子の制作は鎌田芳朗ひとりで行われてきたが、2000年代から後継者の育成が始まり、2021年の鎌田芳朗の没後も佐原町並み交流館で体験教室が継続して開催されているほか、弟子の1人は房総張子の屋号で張子の制作を続けている。